# Irina Lubtchansky
Pour les articles homonymes, voir Lubtchansky.
Irina Lubtchansky est une directrice de la photographie et assistante de réalisation de cinéma français, notamment des films de Rabah Ameur-Zaïmeche et d'Arnaud Desplechin.

## Biographie
Irina Lubtchansky est la fille du directeur de la photographie William Lubtchansky et de la monteuse Nicole Lubtchansky (sa sœur est l'archéologue Natacha Lubtchansky). Elle débute au cinéma comme assistante opératrice puis assistante au réalisateur (notamment auprès de Jacques Rivette) avant de devenir directrice de la photographie.
Elle est également intervenante régulière dans des écoles de cinéma comme à la l'ENS CinéFabrique.

## Filmographie
La liste se limite aux films où elle est créditée en tant que directrice de la photographie :
- 2004 : Blonde et Brune de Christine Dory
- 2008 : Dernier Maquis de Rabah Ameur-Zaïmeche
- 2008 : 36 vues du pic Saint-Loup de Jacques Rivette
- 2009 : L'Enfer d'Henri-Georges Clouzot de Serge Bromberg et Ruxandra Medrea
- 2009 : Un transport en commun de Dyana Gaye
- 2010 : Les Mains en l'air de Romain Goupil
- 2012 : Les Chants de Mandrin de Rabah Ameur-Zaïmeche
- 2013 : Notre monde de Thomas Lacoste
- 2013 : La Forêt (téléfilm) d'Arnaud Desplechin
- 2013 : Des étoiles de Dyana Gaye
- 2014 : Les Jours venus de Romain Goupil
- 2015 : Histoire de Judas de Rabah Ameur-Zaïmeche
- 2015 : Trois souvenirs de ma jeunesse d'Arnaud Desplechin
- 2016 : Moka de Frédéric Mermoud
- 2017 : Les Fantômes d'Ismaël d'Arnaud Desplechin
- 2018 : L'Homme fidèle de Louis Garrel
- 2018 : La Dernière folie de Claire Darling de Julie Bertuccelli
- 2019 : Roubaix, une lumière d'Arnaud Desplechin
- 2019 : Terminal Sud de Rabah Ameur-Zaïmeche
- 2021 : Nona et ses filles, série télévisée de Valérie Donzelli et Clémence Madeleine-Perdriat
- 2022 : Un an, une nuit (Un año, una noche) d'Isaki Lacuesta
- 2022 : Frère et Sœur d'Arnaud Desplechin
- 2022 : La Grande Magie de Noémie Lvovsky
- 2023 : La Fiancée du poète de Yolande Moreau[4]
- 2024 : Le Roman de Jim d'Arnaud et Jean-Marie Larrieu

## Distinctions
- Chlotrudis Awards 2011 : nomination aux Chlotrudis Award de la meilleure photographie pour L'Enfer d'Henri-Georges Clouzot
- Prix Lumières 2016 : nomination au prix Lumières de la meilleure photographie pour Trois souvenirs de ma jeunesse
- Césars 2016 : nomination au César de la meilleure photographie pour Trois souvenirs de ma jeunesse
- Césars 2020 : nomination au César de la meilleure photographie pour Roubaix, une lumière